# Verdunès
El Verdunès, (en occità: Verdunés) és un parçan o comarca d'Occitània situat a la Gascunya. La seva vil·la principal és Verdun de Garona.
Segons la proposta de divisió territorial d'Occitània del diari Jornalet, basada en l'obra de Frederic Zégierman Le Guide des pays de France, el Verdunès estaria ubicat a la regió de la Gascunya, subregió de l'Armanyac.
Oficialment, les comunes del Verdunès estan adscrites administrativament als departaments francesos de Tarn i Garona (sud-oest), Alta Garona (nord-oest) i Gers (nord-est) , a la regió administrativa d'Occitània.